# Congo Reform Association
La Congo Reform Association, une association se déclarant défenseur des intérêts et des droits des travailleurs indigènes de l'État indépendant du Congo, est fondée en mars 1904 par Henry Grattan Guinness, Edmund Dene Morel et Roger Casement.

## Finalités et accomplissements
La Congo Reform Association avait pour but d'exposer les abus et les exactions commises par les fonctionnaires publics de l'État indépendant du Congo détenu par le Roi Léopold II de Belgique. Menant ainsi à l'annexion du Congo par la Belgique en 1908.
Dans un second plan, le missionnaire suédois, Sjoblom et le revérend J. Murphy de l'American Baptist Mission dénoncèrent certains abus en 1895 au Dr Guinness, ils envoyèrent alors le dossier "Congo-Balolo Mission" afin d'en rassembler les informations.
Roger Casement, un consul britannique, est affrété en 1903 à la préparation du Rapport Casement, à la suite de celui-ci, il fut honoré de la décoration de l'ordre de Saint-Michel et Saint-Georges. E. D. Morel (un journaliste) écrivait hebdomadairement sur la situation au Congo dans le West Africa Mail et Guinness (missionnaire et docteur) présenta des conférences dans toute l'Angleterre avant d'en informer le Président américain Théodore Roosevelt en 1907. Des branches de l'association étant installées en Europe mais également aux États-Unis.
En 1908, l'État indépendant du Congo sera retiré de l'autorité absolue du roi Léopold II et sera repris par la Belgique sous la dénomination du « Congo belge. » La Congo Reform Association considérera cela comme l'accomplissement de leur but principal et elle se dissoudra d'elle-même en 1912. En 1924, Morel fut nommé pour le prix Nobel de la paix pour sa grande contribution aux travaux de l'association.
L'association gagnera au fil du temps de nombreux soutiens de personnalités célèbres telles que Joseph Conrad, Anatole France, Arthur Conan Doyle, Herbert Ward ou encore Mark Twain qui contribuèrent à la cause par leurs écrits. La nouvelle Au cœur des ténèbres de Joseph Conrad fut inspirée par sa journée passé comme capitaine de bateau sur le fleuve Congo. Mark Twain écrivit, lui, une satire politique nommée Le Soliloque du roi Léopold et Arthur Conan Doyle écrivit Le Crime du Congo en 1909.

## Voir également
- Association internationale africaine
- Commission d'enquête sur les exactions commises dans l'État indépendant du Congo
- Léopold II
- Roger Casement